# Воинское кладбище № 394 (Чулице)
  Памятник культуры Малопольского воеводства: регистрационный номер А-608
Воинское кладбище № 394 (пол. Cmentarz wojenny nr 394) — воинское кладбище, расположенное в центре села Чулице, гмина Коцыжув-Любожица, Малопольское воеводство, Польша. Кладбище входит в группу Западногалицийских воинских захоронений времён Первой мировой войны. На кладбище похоронены военнослужащие Австро-Венгерской армии, погибшие в ноябре 1914 года во время Первой мировой войны. Памятник культуры Малопольского воеводства.

## История
Кладбище было основано Департаментом воинских захоронений К. и К. военной комендатуры в Кракове в начале 1915 года. Некрополь спроектировал австрийский архитектор Ганс Майр. Кладбище было размещено на территории усадьбы ван Волленов, которая сегодня находится в разрушенном состоянии. На кладбище похоронены 16 австрийских солдат.
26 сентября 1989 года некрополь был внесён в реестр памятников культуры Малопольского воеводства.

## Источник
- Oktawian Duda: Cmentarze I wojny światowej w Galicji Zachodniej. Warszawa: Ośrodek Ochrony Zabytkowego Krajobrazu, 1995. ISBN 83-85548-33-5.
- Roman Frodyma Galicyjskie Cmentarze wojenne t. II Okolice Tarnowa (Okręgi V—VII), Oficyna Wydawnicza «Rewasz», Pruszków 1998, ISBN 83-85557-38-5